# Acronicta basistriata
Acronicta basistriata là một loài bướm đêm trong họ Noctuidae.